# Douglas Freshfield
Douglas William Freshfield (Londres, 27 de abril de 1845 –  9 de fevereiro de 1934) foi um advogado, alpinista e escritor britânico que editou o Alpine Journal entre 1872 e 1880. Foi membro ativo da Royal Geographical Society e do Alpine Club e desempenhou o cargo de presidente de ambas as organizações.
Nascido em Londres, Freshfield era o filho único de Henry Ray Freshfield e Jane Quinton Crawford. O seu pai era um advogado destacado e membro do escritório de advocacia familiar Freshfields, e a sua mãe era filha de William Crawford, deputado pela Cidade de Londres (1833–1841), que tinha feito fortuna na Companhia Britânica das Índias Orientais. Numa entrevista com Adolfo Hess, Freshfield recordou que a sua família adorava fazer longas férias de verão, até cinco semanas. Quando tinha seis anos, visitaram as cataratas Lodore no Distrito dos Lagos, onde ficou dececionado porque a cascata estava mais lenta por causa de um banco de areia. No ano seguinte viajaram pela Escócia. Em 1854, aos Alpes Suíços, indo de Basileia a Chamonix. O seu pai dava grande importância à conservação de espaços abertos para usufruto público e este ativo em campanhas para salvar Hampstead Heath e Ashdown Forest. 
Freshfield foi educado no Eton College e no University College (Oxford), onde obteve graduações em Direito continental e História. Foi chamado à barra em 1870.

## Montanhismo

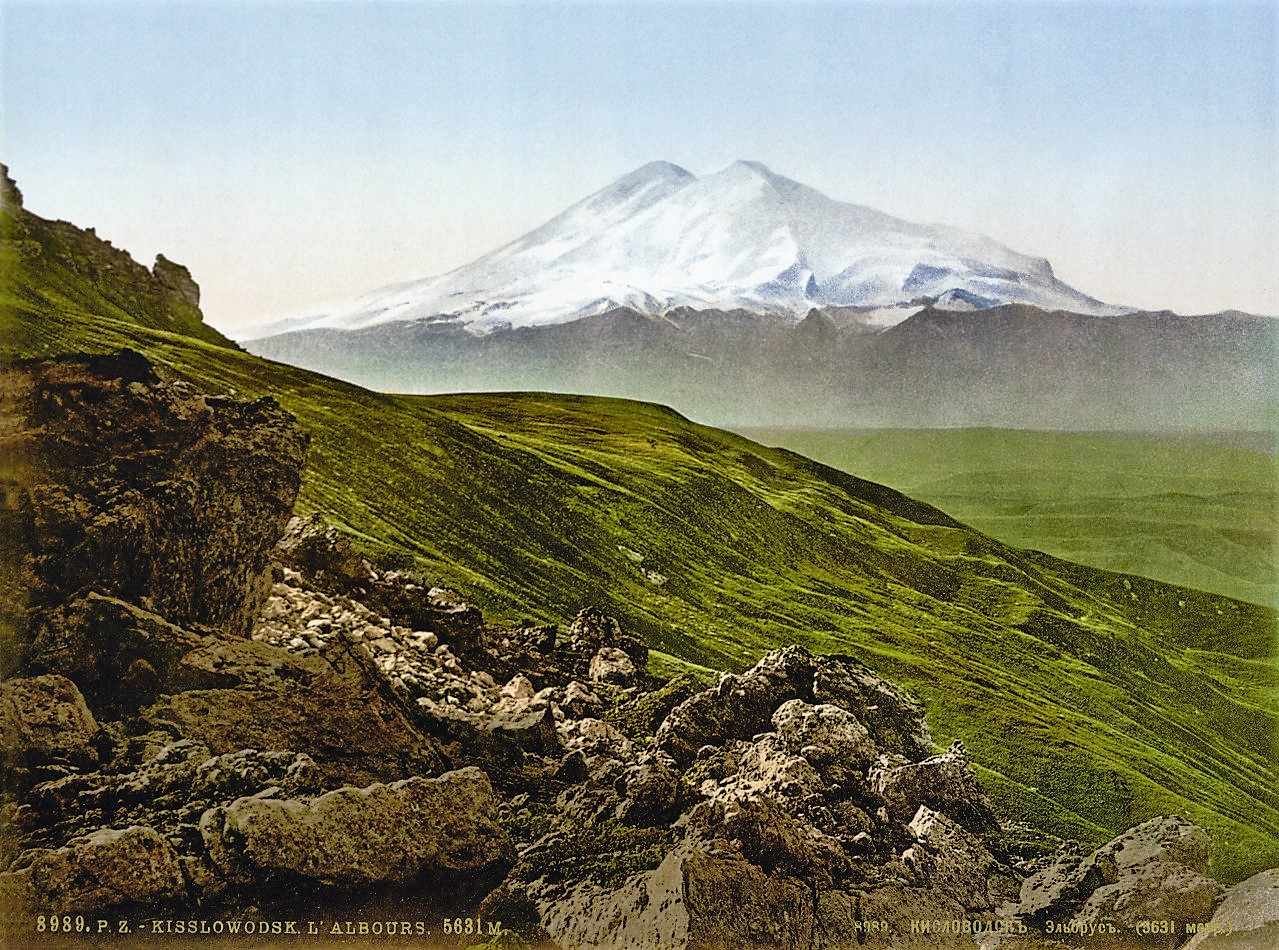
Monte Elbrus.

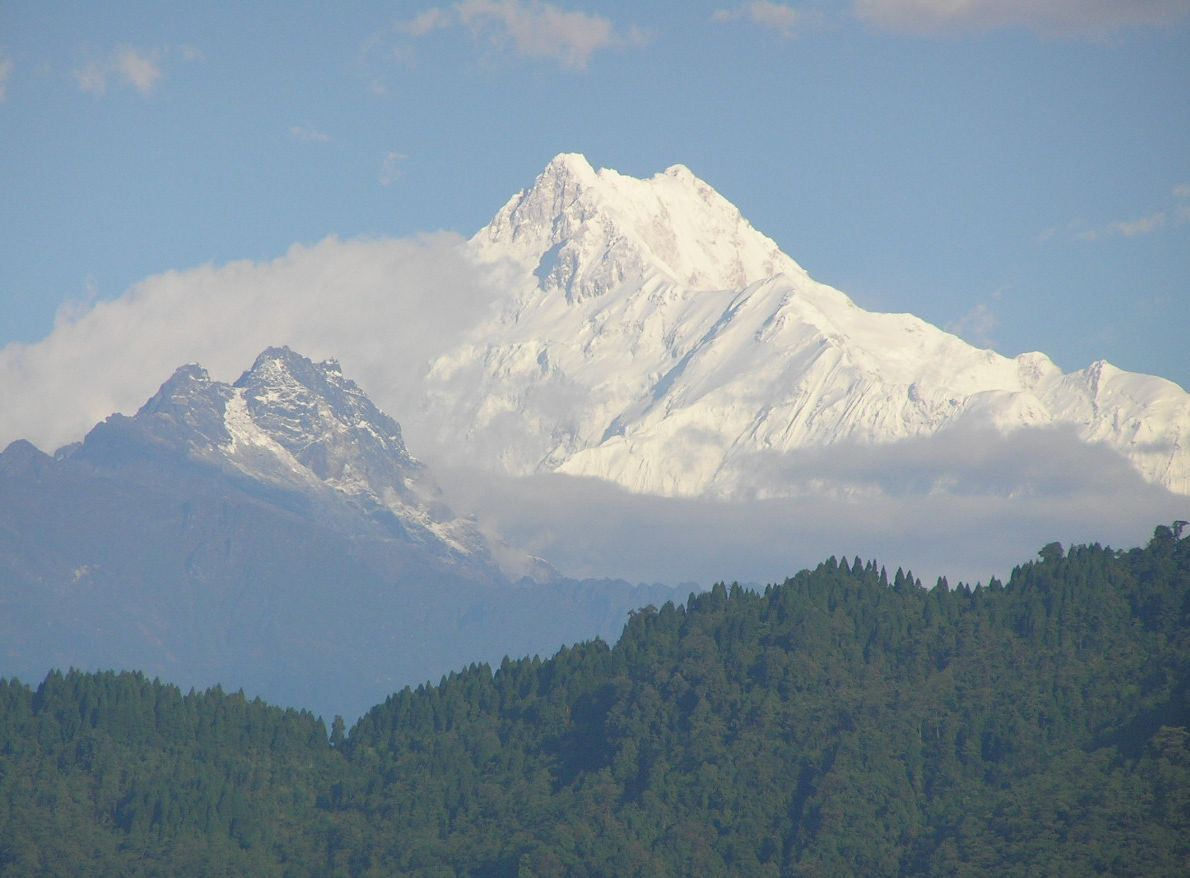
Kangchenjunga no início da manhã, visto de Chouda Pheri.

Entre 1868 e 1892 Douglas Freshfield faz-se acompanhar regularmente pelo guia de alta montanha François Devouassoud tanto nas ascensões dos Alpes - Cima Presanella,  Grande Mèsule, etc. -  como no Cáucaso como no Monte Kazbek com  Adolphus Warburton Moore e Charles Comyns Tucker, a 1 de Jul.
Embora se tenha formado como montanhista nos Alpes, aos vinte e poucos anos já se aventurava por outras cordilheiras. Em 1868 fez uma tentativa no monte Elbrus com o seu guia balcário Ajia Sottaev, e embora tivessem fracassado na sua tentativa de alcançar o cume oeste, mais alto, Freshfield foi o primeiro estrangeiro a subir até ao topo do cume leste. 
Freshfield liderou uma exploração do Cáucaso e foi o primeiro homem a conquistar oficialmente o monte Kazbek com guias de Gergeti. Descreveu os territórios desolados da Abcásia num comovedor capítulo de 'The Solitude of Abkhazia', em The Exploration of the Caucasus publicado em 1892.
Em 1899 Douglas Freshfield viajou pelos Green Lakes acompanhado pelo fotógrafo italiano Vittorio Sella. Fez expedições em redor do Kangchenjunga e saiu com o seu grupo para fazer um caminho em círculo em torno ao Kanchen desde o lado norte. Quando chegaram sãos e salvos a Dzongri, acendeu uma grande fogueira, que pôde ver-se em Darjeeling e o Governador de Bengala ordenou uma salva em sua homenagem. Também se converteria no primeiro montanhista a examinar a vertente oeste do Kangchenjunga, que se ergue a partir do glaciar Kanchenjunga. Freshfield descreveu Siniolchu como "O mais soberbo triunfo da arquitectura montanhista e a mais bela montanha de neve do mundo".
Em 1905 tentou ascender montanhas no Uganda mas falhou devido ao mau tempo. Porém, o passo de montanha Freshfield recebeu o seu nome.

## Clube Alpino e RGS
Freshfield escreveu muito sobre viagens e sobre os Alpes, editando o Alpine Journal de 1872 a 1880. Foi Fellow da Royal Geographical Society e seu Secretário Adjunto em 1881. Naquela época vivia em Stanhope Gardens, e em 1891 em Camden Hill, Hampstead. Foi presidente do clube alpino inglês de 1893 até 1895, presidente da Society of Authors de 1908 a 1909, e Presidente da Associação de Mestres Geógrafos de 1897 a 1910. 
Em 1904, foi Presidente da Secção Geográfica da Associação Britânica para o Avanço da Ciência. Foi-lhe atribuída a Medalha de Ouro de Fundador da Royal Geographical Society em 1903, foi seu vice-presidente em 1906 e seu Presidente de 1914 s 1917. Foi Trustee da RGS e. 1924. O University College fê-lo Honorary Fellow, e recebeu graus honoríficos de Doutor de Direito Civil pela Universidade de Oxford e Universidade de Genebra.

## Vida pessoal
Freshfield casou com Augusta Charlotte Ritchie (1847–1911) em 27 de novembro de 1869. Ela era filha de W. Ritchie, procurador-geral de Calcutá e irmã de Sir Richmond Ritchie. Tiveram quatro filhas e um filho, Henry Douglas Freshfield, que morreu aos 14 anos de idade em 1891. Freshfield morreu em Wych Cross Place, Forest Row, Sussex.

## Obras
- Travels in the Central Caucasus and Bashan including Visits to Ararat and Tabreez and Ascents of Kazbek and Elbruz, Londres, Longmans, Green and Co., 1869
- Italian Alps: Sketches in the Mountains of Ticino, Lombardy, the Trentino, and Venetia, 1875, nova ed. 1937
- The Exploration of the Caucasus, Londres, Edward Arnold, 1896
- 'Round Kangchinjinga (Kangchenjunga)', Alpine Journal, Vol. XX, no. 149, agosto de 1900
- Round Kangchenjunga: A Narrative of Mountain Travel and Exploration, Londres, Edward Arnold, 1903.  Dedicado a Joseph Dalton Hooker
- Hannibal Once More (1914)
- The Life of Horace Benedict de Saussure (colab. de F. Montagnier), Londres, Edward Arnold, 1920
- Below the Snow Line, Londres, Constable and Co., 1923